# 島田輝記
島田 輝記（しまだ てるき、1928年5月16日 - 2015年1月20日）は、日本の舞踊家。日本統治下の釜山市で出生。徳島県を拠点に活動した。

## 経歴
本名：宮脇 國雄（みやわき くにお）。日本統治時代の朝鮮半島・釜山で生まれ、第二次世界大戦後に抑留されていた中国で歌舞団に入ってクラシックバレエを学ぶ。1960年、日本に帰国後、徳島県徳島市で「島田國雄舞踊研究所」を創設。同研究所は1963年に島田輝記バレエ研究所に改名した。
1965年に現代舞踊協会徳島グループの結成に加わり1984年には同グループを徳島洋舞家協会に発展させ、また理事を務めた。
これまでに徳島洋舞家協会会長、徳島県文化協会理事、日本バレエ協会四国支部運営委員等を歴任。教え子には三木雄馬等がいる。
2014年のバレエ研究所55周年記念公演では、歌舞伎の「連獅子」に着想を得た創作舞踊「獅子の舞」で14年ぶりに舞台に立った。
2015年1月20日午後5時59分、胆嚢癌のため、徳島市内の病院で死去。86歳没。

## 受賞
- 日本バレエ協会舞踊文化功労賞(1993年)
- 徳島県表彰(1999年)
- 文部科学大臣表彰(地域文化功労者、2007年)
- 徳島県文化賞(2010年)[3]